# Марија Ласицкене
Марија Александровна Ласицкене, девојачко Кучина (рус. Мария Александровна Ласицкене; Прохладни, 14. јануар 1993) руска је атлетичарка специјалиста за скок увис. Трострука је светска првакиња у скоку увис 2015, 2017. и 2019. године. Олимпијска победница у скоку увис у Токију 2020. године.

## Биографија
Атлетиком је почела да се бави са 10 година под вођством Генадија Габријана. У јесен 2010. године се преселила у Волгоград. Тамо је студирала на Волгоградској Академији за физичку културу, а две године је тренирао Борис Гор, након чега је опет тренира Габријан, под чијим вођством је до дана данашњег.
У јуниорској конкуренцији је имала доста успеха на такмичењима. Освојила је сребрну медаљу на Светском првенству младих 2009. у италијанском Бресанонеу са резултатом од 1,85 м. Сребрну медаљу је узела на Европском олимпијском фестивалу младих у Тампереу (1,85 м). Бронзану медаљу је освојила на Светском јуниорском првенству у Барселони (1,88 м).
Марија је на Светском првенству у дворани 2014. освојила златну медаљу. На Европском првенству у дворани 2015. у Прагу је освојила златну медаљу. Победница је Дијамантске лиге у скоку увис за 2014. годину. Прва је атлетичарка која је освојила златну медаљу за неутралне спортисте на СП 2017. у Лондону, а на церемонији доделе медаља уместо химне своје земље слушала је званичну песму првенства.
Висока је 1,80 м, а тешка 60 кг. Чланица је клуба ЦСКА из Москве. Има уговор са произвођачем спортске опреме . Од 2017. удата је за руског спортског новинара и коментатора Владаса Ласицкаса, од када је узела његово презиме.
Највећи успех је остварила на Олимпијским играма у Токију 2020. када је освојила златну медаљу, скочила је 2,04 метара.

## Лични рекорди

### На отвореном
| Дисциплина | Резултат | Датум        | Место              |
| ---------- | -------- | ------------ | ------------------ |
| Скок увис  | 2,06 м   | 6. јул 2017. | Лозана, Швајцарска |

### У дворани
| Дисциплина | Резултат | Датум            | Место          |
| ---------- | -------- | ---------------- | -------------- |
| Скок увис  | 2,05 м   | 9. фебруар 2020. | Москва, Русија |

## Значајнији резултати
| Година                                | Такмичење                                | Место               | Пласман             | Резултат            | Детаљи                                    |
| Представљала Русију                   | Представљала Русију                      | Представљала Русију | Представљала Русију | Представљала Русију | Представљала Русију                       |
| ------------------------------------- | ---------------------------------------- | ------------------- | ------------------- | ------------------- | ----------------------------------------- |
| 2009.                                 | Светско првенство за млађе јуниоре У-18  | Бресаноне, Италија  |                     | 1,85 ЛР             |                                           |
| 2009.                                 | Европски олимпијски фестивал младих      | Тампере, Финска     |                     | 1,85                |                                           |
| 2010.                                 | Олимпијске игре младих                   | Сингапур            |                     | 1,89                |                                           |
| 2011.                                 | Европско првенство у дворани             | Париз, Француска    | 9.                  | 1,92                |                                           |
| 2011.                                 | Европско јуниорско првенство             | Талин, Естонија     |                     | 1,95                |                                           |
| 2012.                                 | Светско првенство за јуниоре У-20        | Барселона, Шпанија  |                     | 1,88                | Архивирано на веб-сајту (21. август 2017) |
| 2013.                                 | Универзијада                             | Казањ, Русија       |                     | 1,96 ЛР             |                                           |
| 2014                                  | Светско првенство у дворани              | Сопот, Пољска       |                     | 2,00                |                                           |
| 2014                                  | Европско првенство                       | Цирих, Швајцарска   |                     | 1,99                |                                           |
| 2014                                  | Дијамантска лига                         | Дијамантска лига    |                     | детаљи              |                                           |
| 2015.                                 | Европско првенство у дворани             | Праг, Чешка         |                     | 1,97                |                                           |
| 2015.                                 | Европско првенство за млађе сениоре У-23 | Талин, Естонија     | 12.                 | 1,71                |                                           |
| 2015.                                 | Светско првенство на отвореном           | Пекинг, Кина        |                     | 2,01                | Архивирано на веб-сајту (21. август 2017) |
| 2015.                                 | Дијамантска лига                         | Дијамантска лига    | 2.                  | детаљи              |                                           |
| Представљала Независне учеснике*      |                                          |                     |                     |                     |                                           |
| 2017.                                 | Светско првенство на отвореном           | Лондон, УК          |                     | 2,03                |                                           |
| 2017.                                 | Дијамантска лига                         | Дијамантска лига    |                     | детаљи              |                                           |
| 2018.                                 | Светско првенство у дворани              | Бирмингем, УК       |                     | 2,01                | Архивирано на веб-сајту (2. март 2018)    |
| 2018.                                 | Европско првенство                       | Берлин, Немачка     |                     | 2,00                |                                           |
| 2019.                                 | Дијамантска лига                         | Дијамантска лига    |                     | детаљи              |                                           |
| 2019.                                 | Светско првенство на отвореном           | Доха, Катар         |                     | 2,04                |                                           |
| Представљала Руски олимпијски комитет |                                          |                     |                     |                     |                                           |
| 2020.                                 | Олимпијске игре                          | Токио, Јапан        |                     | 2,04                | Архивирано на веб-сајту (7. август 2021)  |

- Русија је и даље суспендована из међународних такмичења, тако да је њени спортисти нису могли представљати на овом Првенству. Ипак Марија Ласицкене и још 18 руских спортиста добило је дозволу да могу да учествују под одређеним условима. Такмичили су се под именом „Независни спортисти” (енгл. Authorised Neutral Athletes) под заставом  и под условима ИААФ.[8]